# Modelo (Santa Catarina)
Modelo es un municipio brasileño del estado de Santa Catarina. Tiene una población estimada al 2022 de 4 080 habitantes. Pertenece a la Región metropolitana del Extremo Oeste.

## Historia
Los primeros pobladores del actual municipio se establecieron en 1949, provenientes de Río Grande del Sur. Predominantemente, descendientes de inmigrantes alemanes e italianos. En 1957 se creó el distrito de Modelo, subordinado a São Carlos. Se emancipó como municipio el 30 de diciembre de 1961.